# Jaroslav Timko
Jaroslav Timko (Valaliky, 28 september 1965) is een voormalig profvoetballer uit Slowakije. Hij speelde profvoetbal als aanvaller in Slowakije en Tsjechië.

## Interlandcarrière
Timko kwam in totaal 21 keer (zeven doelpunten) uit voor het Slowaaks voetbalelftal in de periode 1994-1997, nadat hij eerder drie interlands (nul doelpunten) had gespeeld voor Tsjecho-Slowakije. Hij maakte zijn debuut voor Slowakije op 2 februari 1994 in het vriendschappelijke duel in Sharjah tegen de Verenigde Arabische Emiraten (0-1). Dat was het eerste officiële duel van Slowakije sinds de vreedzame ontmanteling van Tsjecho-Slowakije.
| Interlanddoelpunten | Interlanddoelpunten | Interlanddoelpunten      | Interlanddoelpunten | Interlanddoelpunten | Interlanddoelpunten | Interlanddoelpunten | Interlanddoelpunten |
| №                   | Datum               | Wedstrijd                | Goal(s)             | Score               | Uitslag             | Competitie          |                     |
| ------------------- | ------------------- | ------------------------ | ------------------- | ------------------- | ------------------- | ------------------- | ------------------- |
| 1                   | 30 maart 1994       | Malta – Slowakije        | 13'                 | 0 – 1               | 1 – 2               | Oefeninterland      |                     |
| 2                   | 29 maart 1995       | Slowakije – Azerbeidzjan | 39'                 | 2 – 0               | 4 – 1               | EK-kwalificatie     |                     |
| 3                   | 29 maart 1995       | Slowakije – Azerbeidzjan | 50'                 | 4 – 0               | 4 – 1               | EK-kwalificatie     |                     |
| 4                   | 8 mei 1995          | Slowakije – Tsjechië     | 57'                 | 1 – 1               | 1 – 1               | Oefeninterland      |                     |
| 5                   | 27 maart 1996       | Slowakije – Wit-Rusland  | 32'                 | 2 – 0               | 4 – 0               | Oefeninterland      |                     |
| 6                   | 22 september 1996   | Slowakije – Malta        | 56'                 | 4 – 0               | 6 – 0               | WK-kwalificatie     |                     |
| 7                   | 29 april 1997       | Slowakije – IJsland      | 55'                 | 2 – 1               | 3 – 1               | Oefeninterland      |                     |

## Erelijst
Slovan Bratislava
- Tsjecho-Slowaaks landskampioen

1992
- Slowaaks landskampioen

1994
- Slowaaks bekerwinnaar

1989, 1994
 Spartak Trnava
- Slowaaks bekerwinnaar

1998
- Slowaakse Supercup

1998